# Игор Микља
Игор Микља (Београд, 1968) српски је новинар.

## Биографија
Рођен је у Београду 1968. године. Четврти разред гимназије завршио је у Њујорку, а потом је дипломирао на Правном факултету Универзитета у Београду. У младости се активно бавио тенисом, али га је повреда лакта омела да направи професионалну каријеру. Новинарски занат учио је од оца Душана, дугогодишњег дописника Танјуга из Најробија, Рима. На Трећем каналу РТС радио је од оснивања, 1989. године као уредник Спортске и Забавне редакције све до Студентског протеста 1996/97. године када се замерио тадашњој власти. Вратио се на исту телевизију као главни и одговорни уредник, после промена 5. октобра 2000. године, и задржао се све до гашења Канала 2006. године. Био је и директор продуцентске куће "5 стар продакшн".